# Ellipteroides (Protogonomyia) acucurvatus
Ellipteroides (Protogonomyia) acucurvatus is een tweevleugelige uit de familie steltmuggen (Limoniidae). De soort komt voor in het Oriëntaals gebied.